# Igești, Storojineț
Igești, întâlnit și sub forma Ijești (în ucraineană Їжівці, transliterat: Iijivți și în germană Idzestie) este un sat reședință de comună situat în partea central estică a raionului Storojineț din regiunea Cernăuți în partea de sud a Ucrainei. La recensământul din 2001 avea o populație de 3.379 locuitori, preponderent români. Satul este situat la o altitudine de 383 metri. La vest se mărginește cu comuna Ciudeiu, situat pe traseul numit Drumul Mariei Terezia, ce lega, pe timpul Imperiului Habsburgic, Cernăuții de Transilvania, pe la Vatra Dornei, și de Galiția, pe la Stanislav (Ivano-Frankovsk). La sud se mărginește cu Pătrăuții de Jos, la nord - cu Budeniț și Pătrăuții de Sus, iar la sud - cu România de azi. Satul e situat pe râul Sirețel, afluent al Siretului Mic, iar acesta - afluent al Siretului. Satul, în trecut cu statut de comună, are în componența sa cătunele Ursoaia, Miculici, Zamca, Pârlitura, Frăsiniș, Cotul de Sus, Cotul de Jos.

## Istorie

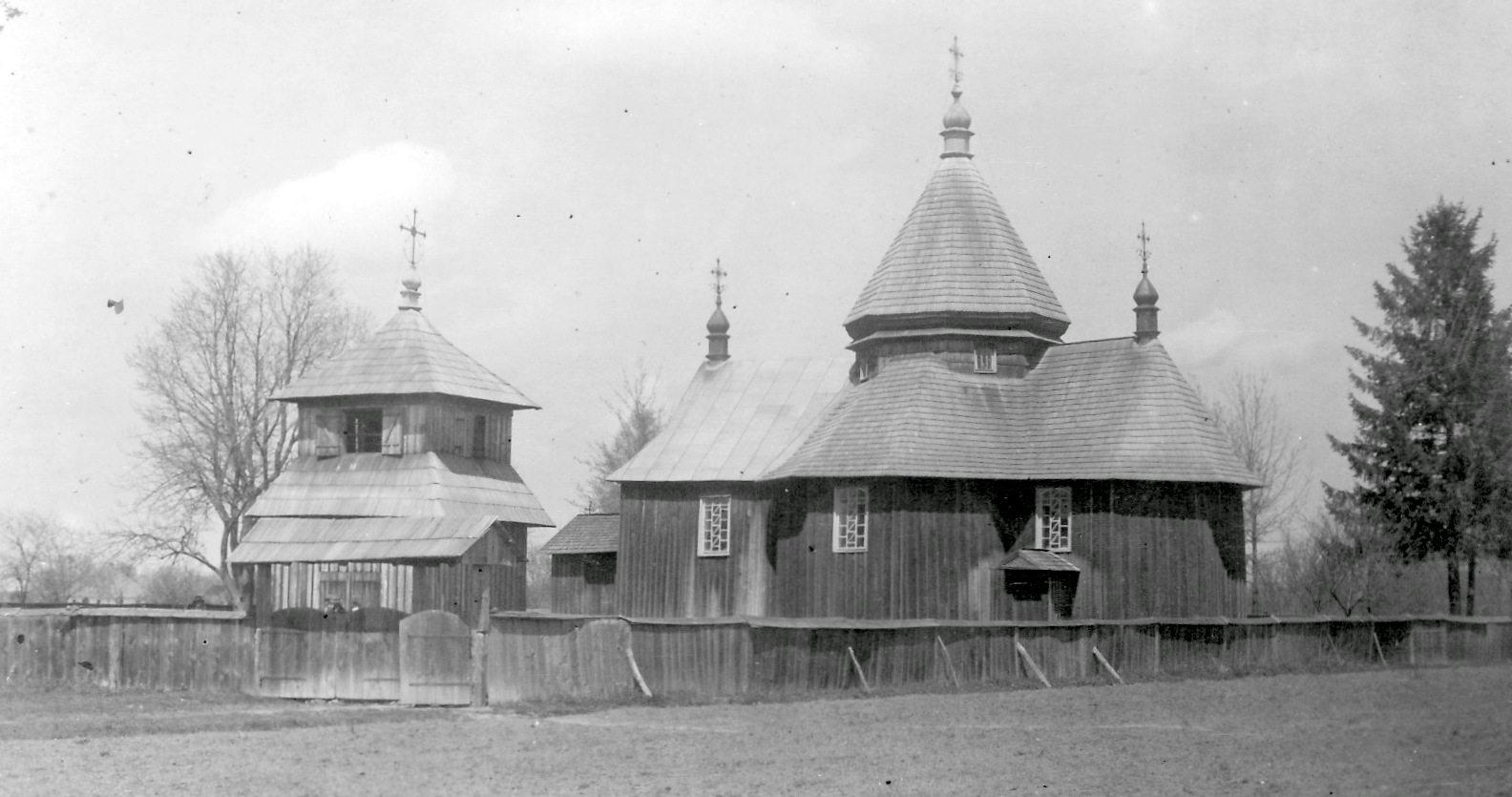
Biserica veche în 1936

Localitatea Igești a făcut parte încă de la înființare din regiunea istorică Bucovina a Principatului Moldovei. Prima atestare documentară datează din 17 august 1428. Legenda spune că satul a fost întemeiat de ostașii lui Ștefan cel Mare, care, după luptele victorioase cu turcii, au primit în dar de la Voievod terenul împădurit de sub Carpați, cu statutul de rezeși, adică țărani liberi. Simion Rely, în cartea sa „Satul Igești”, editată la Cernăuți în perioada interbelică, menționează faptul că populația Igeștiului consta din trei stări sociale: rezeșii, mazilii și țăranii pe moșie.
În ianuarie 1775, ca urmare a atitudinii de neutralitate pe care a avut-o în timpul conflictului militar dintre Turcia și Rusia (1768-1774), Imperiul Habsburgic (Austria de astăzi) a primit o parte din teritoriul Moldovei, teritoriu cunoscut sub denumirea de Bucovina. După anexarea Bucovinei de către Imperiul Habsburgic în anul 1775, localitatea Igești a făcut parte din Ducatul Bucovinei, guvernat de către austrieci, făcând parte din districtul Storojineț (în germană Storozynetz). Din satul Igești descinde familia marelui martir al neamului, victima intrigilor politice interbelice, Corneliu Zelea Codreanu.
După Unirea Bucovinei cu România la 28 noiembrie 1918, satul Igești a făcut parte din componența României, în Plasa Flondoreni a județului Storojineț. Pe atunci, majoritatea populației era formată din români (aproape în totalitate).
Ca urmare a Pactului Ribbentrop-Molotov (1939), Bucovina de Nord a fost anexată de către URSS la 28 iunie 1940. Bucovina de Nord a reintrat în componența României în perioada 1941-1944, fiind reocupată de către URSS în anul 1944 și integrată în componența RSS Ucrainene. În noaptea dintre 12 și 13 iunie 1941 au început deportările groaznice în Siberia, care au continuat până în 1953. Nu se cunoaște numărul exact al deportaților, dar el este de ordinul sutelor, dintre care mai mult de jumatate au rămas pe veci în pământurile Siberiei și Kazahstanului.
Începând din anul 1991, satul Igești face parte din raionul Storojineț al regiunii Cernăuți din cadrul Ucrainei independente. Conform recensământului din 1989, numărul locuitorilor care s-au declarat români plus moldoveni era de 1.045 (2.549+31), adică 94,85% din populația localității. În sat, mai locuiau 117 ucraineni, 14 ruși, 4 poloni, 1 evreu și 4 de altă etnie . În prezent, satul are 3.379 locuitori, preponderent români. Din anii 90 a început un nou val puternic de deznaționalizare a romanilor, ei nefiind agreați ca etnie, cultură, istorie de către autoritățile noului stat ucrainean independent. S-a restrâns drastic domeniul învățământului, mass media, cultural, economic și social pentru români, dreptul de a utiliza limba română și simbolurile istorice-culturale ale etniei în viața publică.

## Demografie
Componența lingvistică a localității Igești
     Română (97,75%)
     Ucraineană (1,51%)
     Alte limbi (0,74%)
Conform recensământului din 2001, majoritatea populației localității Igești era vorbitoare de română (97,75%), existând în minoritate și vorbitori de ucraineană (1,51%).
1989: 2.720 (recensământ)
2001: 3.379 (recensământ)

## Recensământul din 1930
Componența etnică a comunei Igești (județul Storojineț)
     Români (95,07%)
     Evrei (3,49%)
     Altă etnie (1,44%)
Componența confesională a comunei Igești
     Ortodocși (95,17%)
     Mozaici (3,49%)
     Altă religie (1,34%)
Conform recensământului efectuat în 1930, populația comunei Igești se ridica la 2.861 locuitori. Majoritatea locuitorilor erau români (95,07%), cu o minoritate de evrei (3,49%). Alte persoane s-au declarat: ruteni (2 persoane), germani (12 persoane) și polonezi (4 persoane). Din punct de vedere confesional, majoritatea locuitorilor erau ortodocși (95,17%), dar existau și mozaici (3,49%). Alte persoane au declarat: greco-catolici (1 persoană), romano-catolici (12 persoane), evanghelici\luterani (1 persoană) și baptiști (24 de persoane).

## Personalități
- Eleonora Cercavschi, laureată a Premiului internațional pentru democrație pe 2008
- Chiseliță Vasile n.1954, muzician, om de știință, etnomuzicolog, autor a peste 100 de studii despre muzica tradițională din nordul Bucovinei și Basarabia (R.Moldova), cercetător științific coordonator, Institutul Patrimoniului Cultural al Academiei de Științe a Moldovei (Chișinău)
- Eugenia de Reuss Ianculescu, învățătoare, scriitoare, jurnalistă și activistă pentru drepturile femeilor, care a susținut emanciparea fetelor de la sate și acordarea dreptului la vot femeilor din România. A fost directorul mai multor reviste militante dintre care "Drepturile femeii".

## Obiective turistice
- Biserica „Sf. Dimitrie” - construită în 1994-2004[5]
- Monumentul victimelor represiunilor din anii 1940-1944, 1944-1953 - cu text în limba română
- Casa lui Mihai, numită în perioada sovietică „Dom Mihaia”, casă de vânătoare a fostului suveran al României Mihai I, astăzi - sediul Ocolului Silvic Igești, situat în pădurea de la graniță cu satul Vicovul de Sus din România